# 阿尔阿马德亚尔梅里亚
阿尔阿马德亚尔梅里亚，是西班牙安达卢西亚自治区阿尔梅里亚省的一个市镇。 总面积26km2, 总人口3199人（2001年），人口密度123人/km2。